# جمشید علیمراد
جمشید علیمراد با نام هنری جیمی مراد (زادهٔ ۱۲ اسفند ۱۳۲۲ در تهران –درگذشته ۲۶ خرداد ۱۳۹۹ در لس آنجلس) خواننده ایرانی، ساکن لس آنجلس بود.
او ترانه‌هایی، چون شکار آهو، جشن ما، بادبادک‌ها و ایرانِ من و چند آلبوم شاد را منتشر کرده‌است.

## سال‌های فعالیت
جمشید علیمراد ۱۲ اسفند ۱۳۲۲ در تهران به دنیا آمد. در ۵ سالگی مادر و ۱۰ سالگی پدرش را از دست داد و خواهر بزرگترش سرپرستی وی را بر عهده گرفت. پس از اتمام تحصیلات ابتدایی به دلیل استعداد فراوانش به موسیقی، برای تحصیلات متوسطه به هنرستان موسیقی رفت و در طی آن برای گذران زندگی در نقاط مختلف آواز می‌خواند.
وی در ۱۶ سالگی به دعوت گروهی ایتالیایی که برای کنسرت به ایران آمده بودند به میلان رفت و با موسیقی روز در آنجا آشنا شد و با معروف‌ترین آهنگسازان و خوانندگان ایتالیایی همکاریش را آغاز کرد و به اجرای ترانه‌هایی به ایتالیایی پرداخت. یک سال بعد در بازگشت از میلان گروه ۵ نفره اعجوبه‌ها را به عنوان اولین گروه موسیقی پاپ-راک تأسیس نمود.

او در دههٔ ۴۰ خورشیدی با گروه اعجوبه‌ها به شهرت رسید؛ به‌طوریکه نشریه‌های پر تیراژ آن روزگار از جمشید و همراهانش در اعجوبه‌ها با عنوان بیتل‌های ایرانی نام می‌بردند.
او در اوایل دههٔ ۷۰ میلادی روانه آمریکا شد و در همان سالهای اول به صحنه‌های بزرگ جهانی راه یافت.
جیمی مراد در آتلانتیک سیتی و لاس وگاس، در کنار دین مارتین، سامی دیویس جونیور و حتی تام جونز بعنوان گشاینده صحنه‌ها وارد میدان شد و در مدت کوتاهی اسطوره‌های موزیک آمریکا، از وی سخن گفتند و نشریات مختلف لاس وگاس، آتلانتیک سیتی، نیویورک و لس آنجلس با او گفتگوهایی بعمل آوردند.
جمشید علیمراد بیش از پنجاه سال خوانندگی، در کارنامه هنری خویش ثبت کرده‌است. وی ضمن ساخت و اجرای آهنگهایی چون تور ماهی‌ها، شکار آهو، اون قدیما، پائیز و… که خود نیز برخی از ترانه‌هایش را سروده‌بود؛ ترانه‌های بسیاری را هم به انگلیسی، فرانسه و ایتالیایی بازخوانی کرده‌است.

## درگذشت
جمشید علیمراد، بیست و ششم خرداد ۱۳۹۹ خورشیدی، در سن ۷۶ سالگی بر اثر بیماری سرطان، در گلندیل (کالیفرنیا) درگذشت و در گورستان ولی اوکس در شهر وست لیک ویلج به خاک سپرده شد .

## برای مطالعهٔ بیشتر
- امیرقاسمی، علیرضا (۲۰۲۰-۰۶-۲۰). «آخرین دیدار … آخرین گفتگو با اعجوبه موسیقی پاپ "جمشید علیمراد"». YouTube. تپش. دریافت‌شده در ۲۰۲۰-۰۶-۲۱.